# Rihpovec
Rihpovec je naselje v občini Trebnje.
Rihpovec je gručasto naselje vzhodno od Trebnjega v hriboviti legi pod vinsko gorico, ki se pod razglednim Kraljevcem vleče proti vzhodu. K naselju spadata tudi zaselka Ostrovec in Zvale. Na prisojnih legah so njive, travniki, sadovnjaki, košenice in vinogradi, na osojnih legah pa raste mešani gozd. Na bližnji ledini Ostrovec so ostanki deloma že prekopanega halštatskega gomilnega grobišča.